# 伯恩施坦問題
微分幾何中，伯恩施坦問題如下：如果在Rn−1上的函數圖象是Rn中的極小曲面，那麼函數是否必然是線性函數？這個結果在維數n不大於8時成立，但n不小於9時不成立。這條問題是以俄羅斯數學家謝爾蓋·納塔諾維奇·伯恩施坦命名，他在1914年解出了n = 3的情形。

## 問題
設f是一個有n - 1個實變數的函數。f的圖象是Rn中的曲面。這曲面的極小曲面條件，就是f滿足極小曲面方程
{\displaystyle \sum _{i=1}^{n-1}{\frac {\partial }{\partial x_{i}}}{\frac {\frac {\partial f}{\partial x_{i}}}{\sqrt {1+\sum _{j=1}^{n-1}({\frac {\partial f}{\partial x_{j}}})^{2}}}}=0}
伯恩施坦問題是指，如果一個在整個Rn−1上有定義的函數f符合這條方程，f是否必然是一次多項式。

## 歷史
Bernstein (1915–1917)證明了伯恩施坦定理：一個在R2上的實函數的圖象如果是R3中極小曲面，這曲面必定是平面。
Fleming (1962)給出了伯恩施坦定理的新證明，用了R3中沒有非平面的面積最小化錐的結果推斷出定理。
De Giorgi (1965)證明了如果Rn−1中沒有非平面的面積最小化錐，那麼伯恩施坦定理的類似結果在Rn成立，特別是這結果可以推出定理在R4中成立。
Almgren (1966)證明了R4中沒有非平面的面積最小化錐，將伯恩施坦定理推廣到R5。
Simons (1968)證明了R7中沒有非平面的面積最小化錐, 將伯恩施坦定理推廣到R8。他也給出了R8中的局部穩定錐的一些例子，並問這些例子是否整體面積最小化。
Bombieri, De Giorgi & Giusti (1969)證明了詹姆斯·西蒙斯的錐確實是整體最小化的，並證明了Rn對於n≥9時，有圖象是極小曲面但不是超平面。連同西蒙斯的結果，這顯示了伯恩施坦定理的類似結果，在維數上到8時是對的，在更高維數是錯的。

## 外部連結
- Encyclopaedia of Mathematics article on the Bernstein theorem（页面存档备份，存于）